# Gonzalo Farfán
Gonzalo Farfán Infante (ur. 25 lutego 1961 w mieście Meksyk) – meksykański piłkarz występujący na pozycji środkowego pomocnika, w późniejszym czasie trener.

## Kariera klubowa
Farfán pochodzi ze stołecznego miasta Meksyk i jest wychowankiem tamtejszego zespołu Atlante FC. W jego barwach zadebiutował w meksykańskiej Primera División – 1 listopada 1981 w wygranym 3:1 spotkaniu z Pumas UNAM. Premierowego gola w najwyższej klasie rozgrywkowej strzelił za to 18 lutego 1982 w wygranej 1:0 konfrontacji z Atlasem. W swoim debiutanckim sezonie – 1981/1982 – wywalczył z Atlante wicemistrzostwo kraju, natomiast w 1983 roku triumfował w rozgrywkach Pucharu Mistrzów CONCACAF.
Latem 1984 Farfán został piłkarzem innego, bardziej utytułowanego zespołu ze stolicy kraju – Club América. Już podczas swoich pierwszych rozgrywek w Américe – 1984/1985 – wywalczył sobie miejsce w wyjściowym składzie i pomógł drużynie wywalczyć tytuł mistrza Meksyku. Osiągnięcie to powtórzył także w sezonach Prode '85, 1987/1988 i 1988/1989. Ma także na koncie wicemistrzostwo Meksyku w sezonie 1990/1991, a także finał Copa México w roku 1991. Dwukrotnie triumfował w rozgrywkach superpucharu – Campeón de Campeones; w latach 1988 i 1989, natomiast trzykrotnie zwyciężał w Pucharze Mistrzów CONCACAF – 1987, 1990 i 1992. Zdobył też trofeum Copa Interamericana w 1990 roku. Ogółem barwy Amériki Farfán reprezentował przez dziesięć lat, notując 71 goli i 23 asysty w 366 ligowych meczach. Jest uznawany za jednego z najlepszych pomocników w historii klubu – jego największym atutem był świetny przegląd pola.
W lipcu 1994 Farfán przeszedł do ekipy Toros Neza z siedzihbą w mieście Nezahualcóyotl. Tam spędził rok, po czym podpisał umowę z Deportivo Toluca. Z żadnym z tych klubów nie potrafił jednak nawiązać do sukcesów odnoszonych w Américe. Karierę zakończył w CF Pachuca, mając 35 lat.

## Kariera reprezentacyjna
W 1981 roku Farfán został powołany do reprezentacji Meksyku U–20 na Młodzieżowe Mistrzostwa Świata w Australii. Wystąpił wówczas w dwóch spotkaniach, zdobywając gola w zremisowanym 3:3 spotkaniu z Egiptem, a jego drużyna nie wyszła ostatecznie z grupy, zajmując w niej trzecie miejsce.
W seniorskiej reprezentacji Meksyku Farfán zadebiutował za kadencji selekcjonera Bory Milutinovicia – 17 października 1984 w wygranym 2:1 sparingu ze Stanami Zjednoczonymi i w tym samym meczu strzelił pierwszą bramkę dla kadry narodowej. W 1991 roku znalazł się w ogłoszonym przez Manuela Lapuente składzie na Złoty Puchar CONCACAF. Był wówczas podstawowym graczem swojego zespołu, rozgrywając cztery mecze i wpisując się na listę strzelców w wygranym 2:0 meczu o trzecie miejsce z Kostaryką. Ogółem w seniorskiej reprezentacji zdobył pięć bramek w 27 spotkaniach – aż 23 z nich były jednak konfrontacjami towarzyskimi.

## Kariera trenerska
Jesienią 1997 roku Farfán został tymczasowym trenerem swojego byłego zespołu – Club América, notując cztery zwycięstwa i jedną porażkę w pięciu meczach. Został jednak zastąpiony przez Carlosa Reinoso i objął funkcję jego asystenta. Po raz drugi był tymczasowym szkoleniowcem Amériki podczas rozgrywek Invierno 2000, tym razem z gorszym skutkiem (zwycięstwo, remis i cztery porażki). Przez krótki czas pracował także w drugoligowej filii Amériki – CD Zacatepec. W późniejszym czasie pracował jako komentator sportowy.